# نيل باتريك هاريس
نيل باتريك هاريس (بالإنجليزية: Neil Patrick Harris)‏ (ولد في 15 يونيو 1973) هو ممثل أمريكي، مغني، مدير إنتاج، ساحر. شارك في بطولة عدد كبير من المسلسلات الأمريكية . صنفته مجلة تايم بأنه أحد أكثر الرجال تأثيرا ،في عام 2010 حصل هاريس على نجمة في ممر الشهرة في هوليوود

## حياته
ولد هاريس في البوكيرك في نيو مكسيكو ونشأ في رويدوسو نيو مكسيكو. والده كان مدير مطعم ودرس الثانوية في البوكيرك وكان ناشطا في المسرحيات المدرسية والمسرحيات الغنائية.تخرج في عام 1991
هو مثلي الجنس ومتزوج من دافيد بورتكا وله توأمين.

## روابط خارجية
- نيل باتريك هاريس على موقع IMDb (الإنجليزية)
- نيل باتريك هاريس على موقع الموسوعة البريطانية (الإنجليزية)
- نيل باتريك هاريس على موقع روتن توميتوز (الإنجليزية)
- نيل باتريك هاريس على موقع مونزينجر (الألمانية)
- نيل باتريك هاريس على موقع قاعدة بيانات الأفلام العربية
- نيل باتريك هاريس على موقع ألو سيني (الفرنسية)
- نيل باتريك هاريس على موقع ميوزك برينز (الإنجليزية)
- نيل باتريك هاريس على موقع أول موفي (الإنجليزية)
- نيل باتريك هاريس على موقع بوكس أوفيس موجو (الإنجليزية)
- نيل باتريك هاريس على موقع قاعدة بيانات برودواي على الإنترنت (الإنجليزية)